# Жукас, Стяпас Адольфо

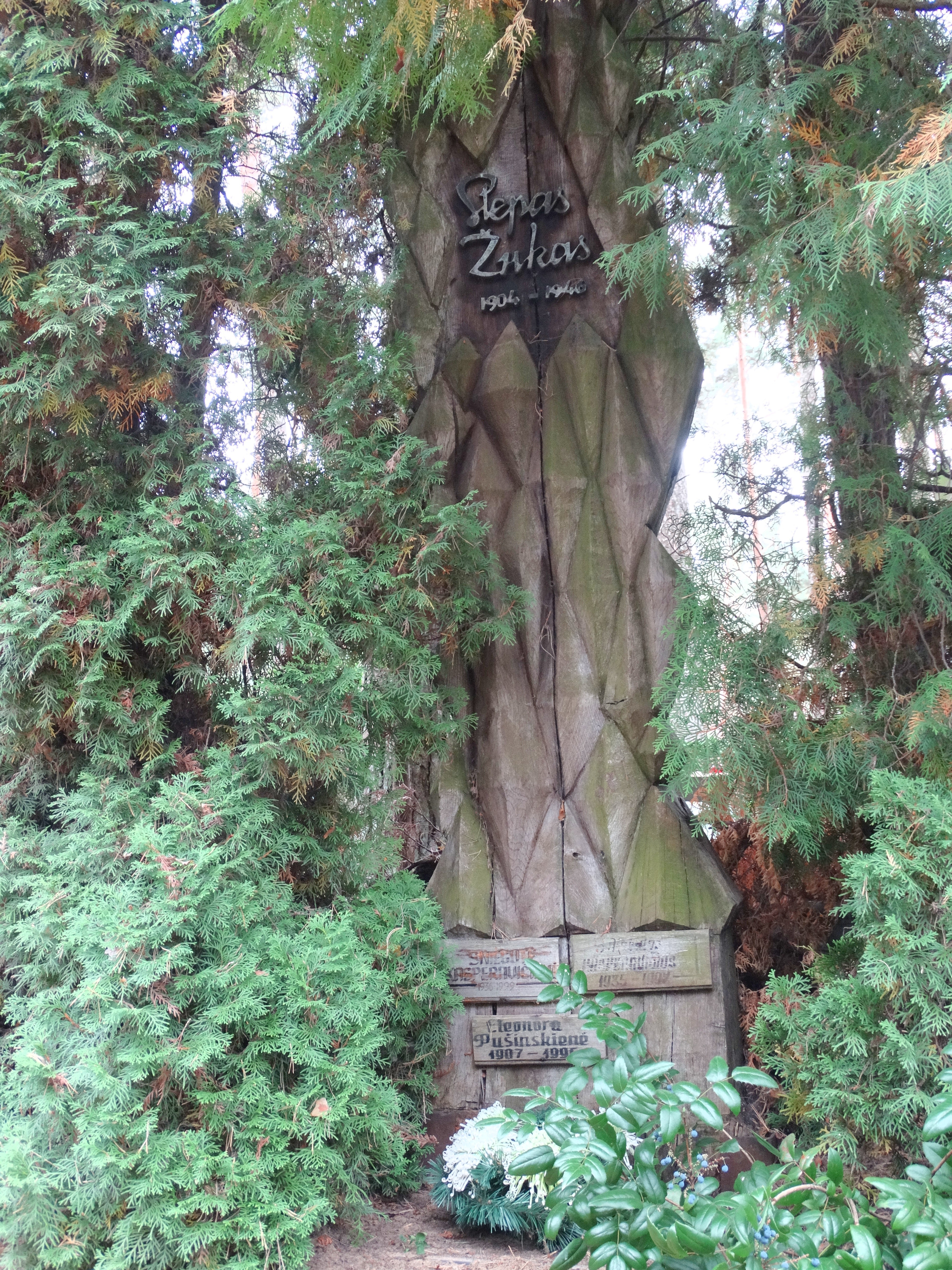
Памятник на могиле Жукаса на Пятрашюнском кладбище

Стяпас Адольфо Жукас (лит. Stepas Žukas; 18 октября 1904, Dubeliai, Ширвинтский район — 6 мая 1946, Каунас) — литовский советский художник, график, карикатурист, иллюстратор, редактор, педагог.

## Биография
В годы Первой мировой войны находился на территории России. В 1923 году вернулся в Литву. В 1923—1929 годах учился в Каунасской художественной школе, посещал мастерскую Мстислава Добужинского.
С конца 1920-х годов участвовал в подпольном революционном движении в Литве. Член компартии Литвы.
В 1933 году был одним из организаторов (в 1940—1941 годах — главный редактор) нелегального литовского сатирического журнала «Шлуота» („Šluota“, «Метла»). Сотрудничал, как карикатурист с журналами „Aitvaras“, „Yla“, „Vėpla“, „Kuntaplis“, „Lietuvos žinios“. В 1930—1940 годах работал в Государственном театре в Каунасе. В 1932—1934 годах был заключён в тюрьму в Каунасе за связь с Коммунистической партией Литвы.

Карикатура С. Жукаса. 1940

После установления в Литве Советской власти активно работал, особенно в годы Великой Отечественной войны 1941—1945 годов. В 1940—1942 годах — Председатель Союза художников Литовской ССР. В 1941—1944 годах жил в эвакуации во внутренних районах СССР.
В 1944—1946 годах преподавал в Каунасском институте прикладного и декоративного искусства. В 1959—1989 годах — в Каунасском техникуме прикладного искусства.
Автор гравюр, обложек и книжных иллюстраций, плакатов, альбома карикатур «Лица и маски» (1933—1936, изд. в 1939); карикатур «Вперёд, за родину и за мой кошелёк! Уничтожай!» (тушь, 1940), «Пособник оккупантов — палач литовского народа» (тушь, акварель, 1943), «Гитлеризм без маски» (тушь, акварель, 1945), сценографических работ, писал картины гуашью и акварелью.
Похоронен на Пятрашюнском кладбище в Каунасе.